# Jean Stern (journaliste)
Pour les articles homonymes, voir Jean Stern et Stern.
Pour les autres membres de la famille, voir Famille Stern.
Jean Stern est un journaliste français, né le 25 septembre 1956, qui a été chef d'édition à Libération, La Tribune, et l'un des fondateurs du magazine Gai Pied.

## Biographie
Jean Stern a participé à la fondation de Gai Pied en 1978. Éditeur de la revue De l'autre côté, publiée entre 2008 et 2014, Jean Stern a été pendant 4 ans le rédacteur en chef de La Chronique, le journal de la section française d'Amnesty International. Il fait depuis partie du comité de rédaction d’Orient XXI. Il a été entre 2007 et 2013 directeur pédagogique d'une école de journalisme, l'EMI-CFD, Scop de formation située à Paris Xe. Consultant, formateur et journaliste indépendant, il a collaboré notamment aux revues Charles et Ina Global. Il a également tenu une chronique dans les émissions de Sonia Devillers, Le Grand bain puis  L'Instant M sur France Inter. Ayant débuté au Matin de Paris puis au Sauvage, alors mensuel des Amis de la Terre, Jean Stern a effectué une grande partie de sa carrière  à Libération, qu'il quitte en 1995. Sous le pseudonyme de Gilles Schiller, il a notamment couvert la révolution de velours à Prague et la chute des Ceausescu à Bucarest. Rédacteur en chef édition de La Tribune, où il a succédé en 1994 à Hervé Nathan, il quitte en 1999 le quotidien économique, où le remplace Guillaume Marcilhacy, ex-rédacteur en chef technique et directeur artistique de La Croix. Il est ensuite chef d'édition du magazine Le Nouvel Économiste. Jean Stern a également été rédacteur en chef du magazine 7 à Paris.